# X-Filme Creative Pool
X-Filme Creative Pool är en tysk film- och TV-produktionsfirma.
Företaget grundades 1994 i Berlin av regissörerna Tom Tykwer, Dani Levy och Wolfgang Becker tillsammans med producenten Stefan Arndt. Idén till grundande fick man från United Artists där man vill få ett kreativt skapande genom konstnärlig och ekonomisk självständighet. 2000 grundades X-Verleih som distributionsfirma som har ett samarbete med Warner Bros i Tyskland (Warner Bros Pictures Germany). Den första filmen som företaget producerade var Dani Levys Stille Nacht 1995. Kända filmer från bolaget är bland andra Heaven, Good Bye, Lenin! och Lola rennt.